# Cipicung (Cikedal)
Cipicung is een bestuurslaag in het regentschap Pandeglang van de provincie Banten, Indonesië. Cipicung telt 4831 inwoners (volkstelling 2010).